# Benedykt XV

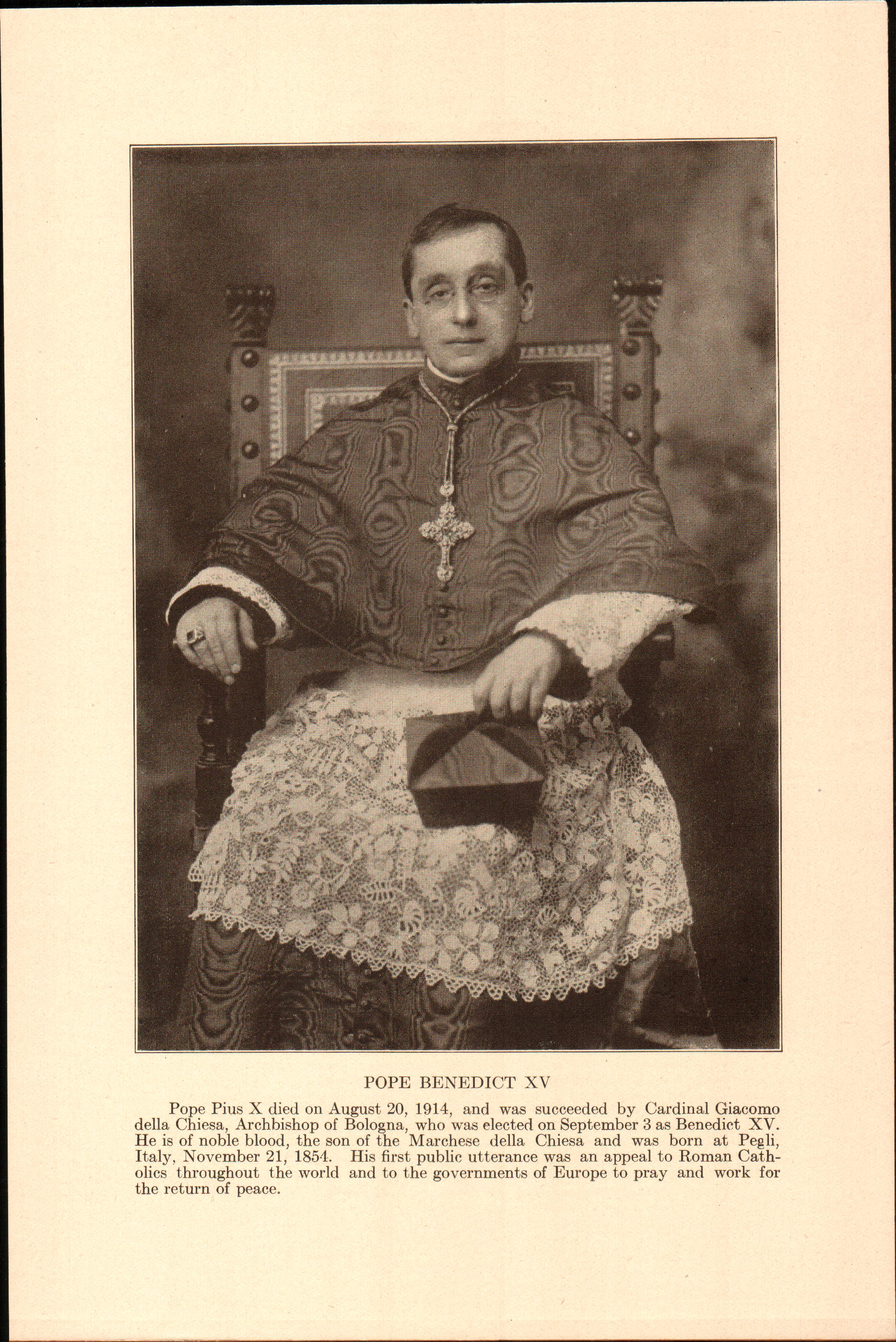
Kard. Giacomo della Chiesa

Benedykt XV (łac. Benedictus PP. XV; właśc. Giacomo della Chiesa; ur. 21 listopada 1854 w Genui, zm. 22 stycznia 1922 w Rzymie) – włoski duchowny rzymskokatolicki, arcybiskup Bolonii w latach 1907–1914, 258. papież w okresie od 3 września 1914 do 22 stycznia 1922.

## Życiorys

### Wczesne życie
Giacomo della Chiesa pochodził z rodziny patrycjuszowskiej i był synem Giuseppe della Chiesy i Giovanny Migliorati. Pierwsze nauki pobierał w domu rodzinnym, a następnie dostał się do Istituto Donavaro e Giusso (1862-1868), który przygotowywał do stanu kapłańskiego. Na skutek nalegań ojca przerwał edukację w tym kierunku. W 1869 eksternistycznie ukończył studia filozoficzne w seminarium w Genui i rozpoczął w tym mieście studia prawnicze (1871) na uniwersytecie królewskim, gdzie uzyskał w 1875 doktorat z prawa cywilnego. Dopiero wtedy ojciec pozwolił mu na studia przygotowujące do kapłaństwa. W latach od 1875 do 1879 studiował na uniwersytecie Gregorianum w Rzymie, na którym w 1879 uzyskał doktorat z teologii, a w rok później doktorat z prawa kanonicznego. Od 1879 do 1885 studiował nauki dyplomatyczne na Papieskiej Akademii Kościelnej.
21 grudnia 1878 w Rzymie przyjął święcenia kapłańskie. Dwa lata później przystąpił do III Zakonu św. Dominika, zostając tercjarzem. W latach 1882–1907 został zaangażowany w papieskiej służbie dyplomatycznej, gdzie zyskał sławę sprawnego dyplomaty. W 1901 został zastępcą sekretarza stanu. 18 grudnia 1907 papież Pius X mianował go arcybiskupem Bolonii i osobiście udzielił mu sakry 4 dni później w kaplicy Sykstyńskiej. W czasie sprawowania tej funkcji odwiedził wszystkie parafie i kaplice. Największą uwagę arcybiskup poświęcał wychowaniu kleru (nauce religii). Chciał w ten sposób przeciwstawić się wybuchającym w Bolonii zamieszkom wywoływanym przez socjalistów. Kapelusz kardynalski otrzymał dopiero 23 maja 1914 po śmierci kardynała Rampolli. Mówiono, że najwyższe władze kościelne obawiały się wzrostu wpływów kardynała Rampolli, gdyby do Kolegium Kardynałów dołączono jego ucznia.

### Wybór na papieża
Po śmierci Piusa X konklawe zebrało się już w trakcie pierwszej wojny światowej. O wyborze della Chiesy zadecydowało przekonanie kardynałów o potrzebie doświadczonego dyplomaty na tronie Piotrowym. W dziesiątym skrutynium, 3 września 1914 otrzymał 38 głosów na 57 wówczas oddanych. Jako papież przyjął imię Benedykta XV. Jego wybór był zaskoczeniem dla opinii publicznej. Koronacja – a zarazem oficjalna inauguracja pontyfikatu – odbyła się w kaplicy Sykstyńskiej 6 września 1914.

### Pontyfikat

#### I wojna światowa
Pontyfikat Benedykta XV był uwarunkowany I wojną światową. Podejmował wiele inicjatyw pokojowych oraz starał się łagodzić skutki wojny, m.in. organizował pomoc dla ofiar wojny. W 1914 w Watykanie papież otworzył biuro opieki nad jeńcami oraz ośrodek informacyjny o jeńcach i zaginionych, który ułatwiał kontakt jeńców wojennych z ich rodzinami. Organizował pomoc sanitarną i żywnościową dla jeńców i ludności krajów objętych działaniami wojennymi. Wobec stron walczących starał się zachować maksymalną neutralność, przez co był oskarżany przez uczestników, o sprzyjanie stronie przeciwnej. W encyklice Ad Beatissimi Apostolorum ogłoszonej 1 listopada 1914 zwrócił się z apelem do panujących o zachowanie pokoju. Dodatkowym kłopotem dla papieża, było włączenie się do wojny Włoch (1915), podczas gdy Watykan nie był niepodległy. 1 sierpnia 1917 wydał notę pokojową skierowaną do walczących państw, w której wzywał do zawarcia pokoju bez zwycięzców i zwyciężonych. Apelował o uwzględnienie żądań narodów bałkańskich i Ormian. Opowiadał się także za przyznaniem niepodległości Polsce.
W 1915 nakazał odprawić w intencji pokoju w kościołach specjalne nabożeństwa do Serca Pana Jezusa. Francja i Hiszpania przemilczały wezwanie papieża, natomiast Niemcy, początkowo przychylni, zrezygnowali z propozycji papieża, gdy ich szanse na zwycięstwo urosły wobec wojny domowej w Rosji. Po zakończeniu wojny, w wyniku tajnych ustaleń aliantów z Włochami, nie dopuszczono Stolicy Apostolskiej do rokowań pokojowych. Papież natomiast 23 maja 1920 wydał encyklikę Pacem Dei munus, w której nawoływał do pojednania między narodami, a także poparł Ligę Narodów. Nawiązywał także stosunki dyplomatyczne z wieloma państwami, stwarzając warunki do zawierania konkordatów.

#### Lata powojenne
W listopadzie 1919 uchylił zasadę non expedit, która zabraniała katolikom włoskim działalności politycznej, a także pobłogosławił Luigiego Sturzo, założyciela Partii Ludowej. Starał się znaleźć rozwiązanie kwestii rzymskiej, którą dzięki jego działaniom dyplomatycznym udało się zakończyć za czasów jego następcy.
Benedykt XV ogłosił przygotowany przez poprzednika papieża Piusa X kodeks prawa kanonicznego (obowiązujący do 1983) i zniósł Kongregację Indeksu. Starał się o wznowienie katolickiej działalności misyjnej. Listem apostolskim Maximum illud z 1919 zapoczątkował nową erę w misjach katolickich. W 1915 powołał Kongregację Seminariów i Uniwersytetów a w 1917 Kongregację Kościołów Wschodnich oraz Instytut Orientalistyczny w Rzymie. Założył Katolicki Uniwersytet Najświętszego Serca w Mediolanie w 1921.
W encyklice Humani generis redemptionem wydanej w 15 czerwca 1917 zawarł teologiczne podstawy przepowiadania słowa Bożego w Kościele. 15 września 1920 ogłosił z okazji 1500 rocznicy śmierci św. Hieronima encyklikę Spiritus Paraclitus o inspiracji ksiąg biblijnych i ważności studium Pisma świętego. Wiernych zachęcał do czytania Biblii.
Benedykt XV wprowadził bullą Incruentum z 1919 prefację za zmarłych oraz przywilej odprawiania trzech mszy w Dzień Zaduszny. 9 maja 1920 dokonał kanonizacji Joanny d’Arc, a 5 października ogłosił Efrema Syryjczyka doktorem Kościoła.
W latach 1914–1922 pełnił funkcję Wielkiego Mistrza Zakonu Rycerskiego Grobu Bożego w Jerozolimie. Kreował 32 kardynałów na pięciu konsystorzach.

### Śmierć
Benedykt XV zmarł 22 stycznia 1922 w Rzymie na grypę, z której rozwinęło się zapalenie płuc. Został pochowany w bazylice św. Piotra.

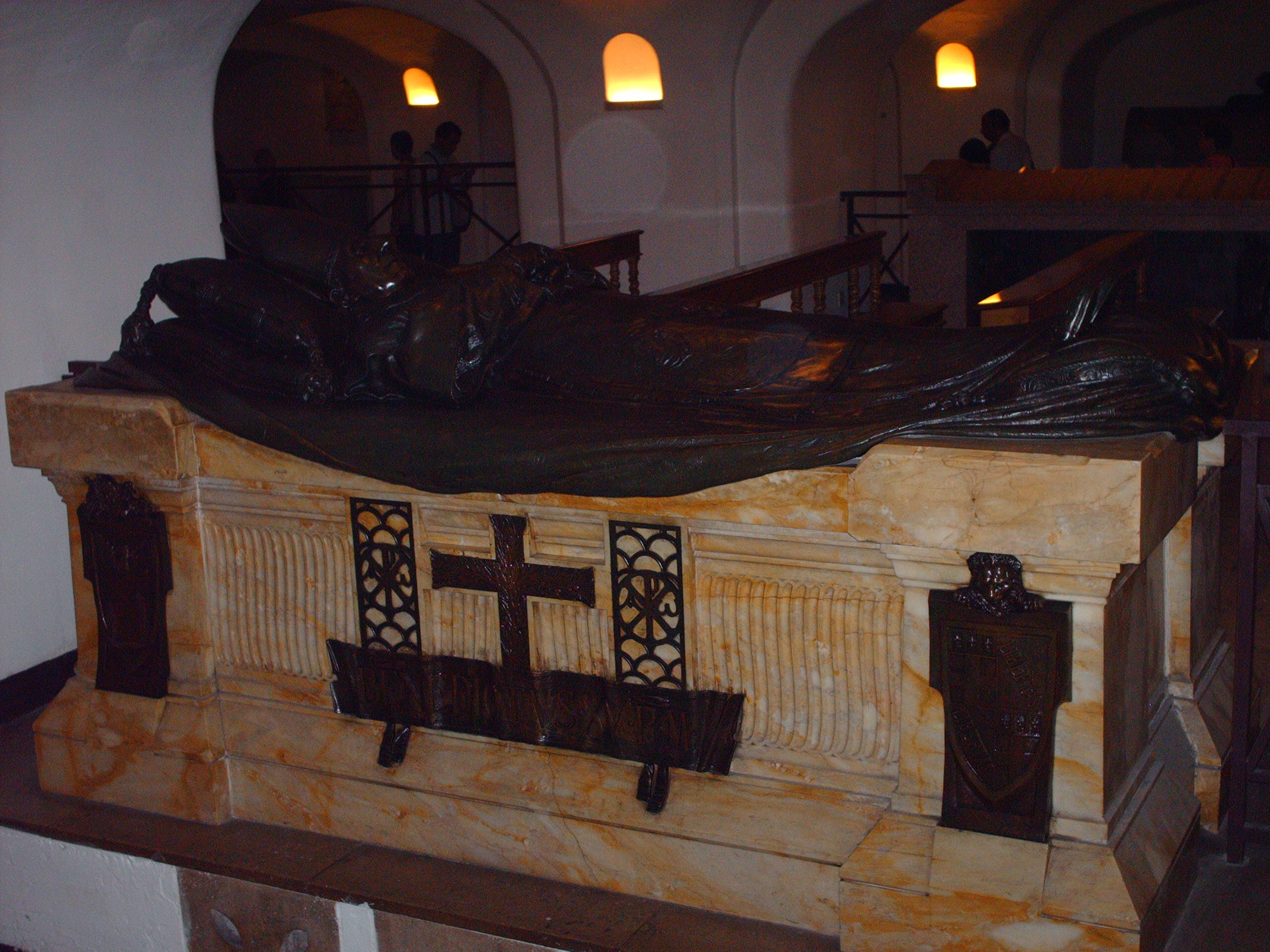
Grób Papieża Benedykta XV w Grotach Watykańskich

## Encykliki
1. Ad Beatissimi Apostolorum, Apel o pokój, pierwsza encyklika papieża o przyczynach I wojny światowej. Papież omawia w tej encyklice problemy Kościoła u progu swego pontyfikatu 1 listopada 1914
2. Humani Generis Redemptionem, O głoszeniu Słowa Bożego, 15 czerwca 1917
3. Quod Iam Diu, O przyszłej konferencji pokojowej, 1 grudnia 1918
4. In Hac Tanta, O św. Bonifacym, 14 maja 1919
5. Paterno Iam Diu, O dzieciach w centralnej Europie, 24 listopada 1919
6. Pacem, Dei Munus Pulcherrimum, O pokoju i chrześcijańskim pojednaniu, 23 maja 1920
7. Spiritus Paraclitus, O św. Hieronimie 15 września 1920
8. Principi Apostolorum Petro, O św. Efremie, 5 października 1920
9. Annus Iam Plenus, O dzieciach w centralnej Europie, 1 grudnia 1920
10. Sacra Propediem, O III Zakonie św. Franciszka w 700-lecie jego założenia, 6 stycznia 1921
11. In Praeclara Summorum, O Dantem, 30 kwietnia 1921
12. Fausto Appetente Die, O św. Dominiku 29 czerwca 1921